# Pisacha naga
Pisacha naga är en insektsart som beskrevs av William Lucas Distant 1906. Pisacha naga ingår i släktet Pisacha och familjen Nogodinidae. Inga underarter finns listade i Catalogue of Life.